# Back to the Classics
Back to the Classics je deveti studijski album nizozemske skupine Ekseption. Album vsebuje predelave skladb A. Vivaldija, J. S. Bacha, W. A. Mozarta in še nekaterih drugih klasičnih skladateljev.

## Seznam skladb
Vsi aranžmaji so delo Jana Vennika.
| A stran | A stran                                                                           | A stran |
| Št.     | Naslov                                                                            | Dolžina |
| ------- | --------------------------------------------------------------------------------- | ------- |
| 1.      | „Sonata in F‟ (Antonio Vivaldi)                                                   | 5:20    |
| 2.      | „Ave Maria‟ (Franz Schubert)                                                      | 4:53    |
| 3.      | „Eine Kleine Nachtmusik (Serenade No. 13 in G, K. 525)‟ (Wolfgang Amadeus Mozart) | 4:13    |
| 4.      | „Clarinet Concerto in A, K. 622‟ (W. A. Mozart)                                   | 4:25    |
| 5.      | „Violin Concerto in E Minor, Op. 64‟ (Felix Mendelssohn Bartholdy)                | 5:00    |

| B stran | B stran                                                            | B stran |
| Št.     | Naslov                                                             | Dolžina |
| ------- | ------------------------------------------------------------------ | ------- |
| 1.      | „Have Mercy On Me (Erbarme Dich), BWV 244‟ (Johann Sebastian Bach) | 6:57    |
| 2.      | „Flute Sonata No. 5 in F‟ (Georg Friedrich Händel)                 | 4:53    |
| 3.      | „Theme from Abdelazer‟ (Henry Purcell)                             | 3:58    |
| 4.      | „The Moldau (Má Vlást)‟ (Bedřich Smetana)                          | 6:51    |

## Opomba
- "Te skladbe so posneli glasbeniki, ki so bili s skupino Ekseption med letoma 1969 in 1975, skupaj z najboljšimi nizozemskimi studijskimi glasbeniki, ki so zamenjali člane, ki so imeli pogodbene obveznosti." - Napis na ovitku